# Río Göta
El río Göta (en sueco, Göta älv, que significa «río Gota»; en nórdico antiguo, Gautelfr) es un río de Suecia, que drena el lago Vänern en el Kattegat, cerca de la ciudad de Gotemburgo, en la costa occidental sueca del mar del Norte. Tiene una longitud de 93 km, aunque si se considera el sistema conjunto Göta - Río Klara (un río que llega de Noruega y desagua en el lago Vänern), llegaría hasta los 720 km, que lo convierten en el río más largo que discurre por los países nórdicos. Drena una cuenca de 50.230 km² (similar a países como Costa Rica y Bosnia y Herzegovina), de los cuales 42.468 km² son de Suecia y el resto de Noruega. Tanto en términos de caudal y zona de captación, el río Göta, es el más grande de Suecia.

## Geografía

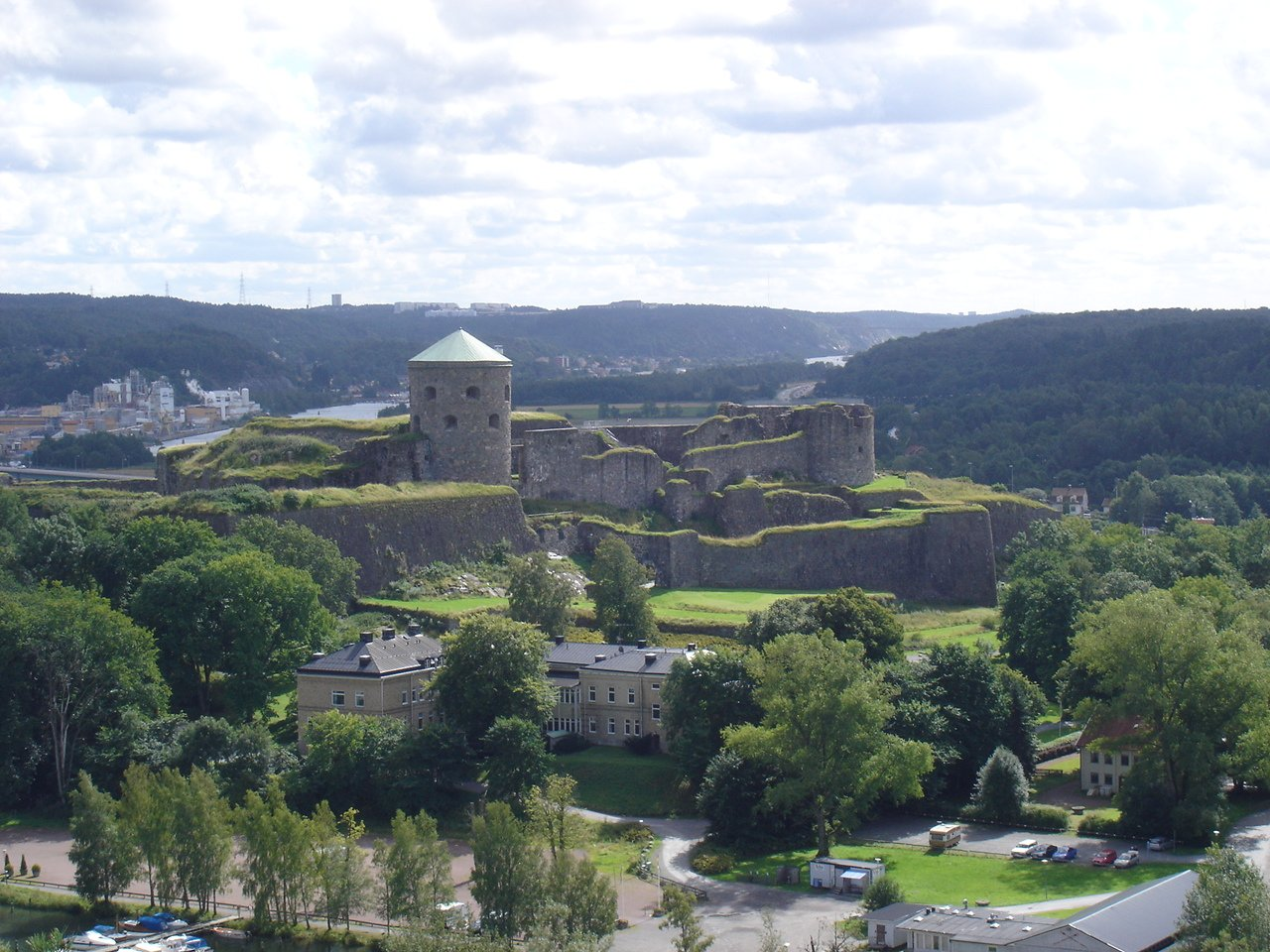
La fortaleza Bohus, en Kungälv. Al fondo se ve el río Göta.

El río Göta se encuentra en la región de Götaland, siendo este lugar uno de los primeros asentamientos gautas. 
A pesar de que el río es afluente del Río Klara, este se origina en el lago Vänern (siendo el lago su principal afluente) específicamente en Vargön, al este de Vänersborg, al sur de Trollhättan, Lilla Edet, Ale y Kungälv. La fortaleza Bohus está situada a orillas del río, en Kungälv (21.139 hab. en 2005.), sitio este lugar donde el río se divide en dos (57°52′00″N 11°59′00″E / 57.86667, 11.98333), la parte norte, Nordre Alv («Río del Norte»), y la parte sur, que mantiene la denominación Göta Alv (también conocida como la rama de Gotemburgo). Ambas ramas desemboca en el Kattegat, a poco más de un kilómetro de distancia el uno del otro. Entre ellos se encuentra la isla Hisingen, la cuarta isla por tamaño de Suecia, con una superficie de 199 km².

### Caudal
Su caudal medio en la desembocadura es de unos 570 m³/s y existe preocupación si es suficiente su caudal máximo de 1000 m³/s. Se cree que en caso de fuertes lluvias, sería necesario aumentar el flujo para evitar que las inundaciones del lago Vänern causen grandes daños. En el pasado se pensaba que dicho caso no se daría, pero en el año 2001 el lago se inundó casi un metro por encima del nivel máximo (y en algunos lagos de aguas arriba, como el Glafsfjorden, llegó hasta 3 m). En ese momento, el río Göta permitió una descarga de 1.100 m³/s durante meses, causando gran riesgo de derrumbes de tierra. Actualmente se tiene un túnel para evacuar el agua entre Vanersborg y Uddevalla, que se considera una solución de emergencia.

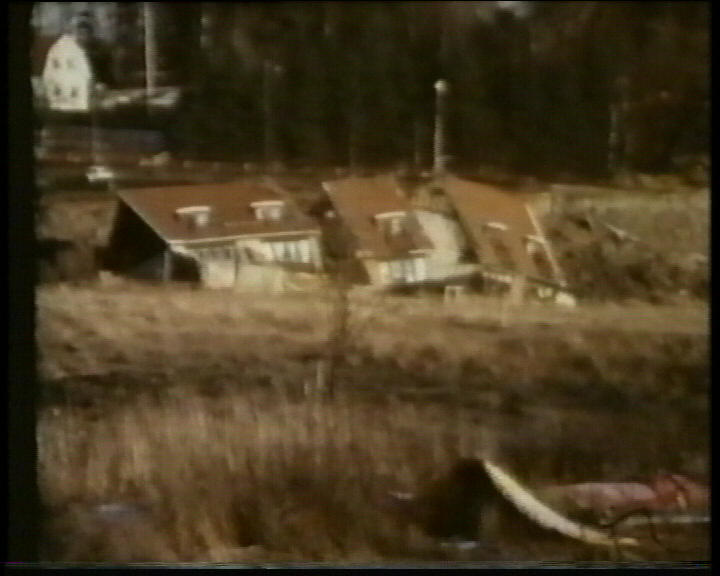
Existes referencias históricas de deslizamientos, siendo el más grave en la historia moderna de Suecia el acontecido en Tuve en 1977.

Se ha determinado que en la actualidad existe un gran riesgo de deslizamientos de tierra a lo largo del cauce y además hay quince referencias históricas de deslizamientos, siendo los mayores en los años 1150, 1648, 1950, 1957 y 1977. En 1977, ocurrió el corrimiento de tierra más grave en la historia moderna de Suecia. Un gran deslizamiento (aprox. tres a cuatro millones de metros cúbicos) se presentó en Tuve (57°45′41″N 11°56′19″E / 57.76139, 11.93861), el 30 de noviembre de 1977. Aproximadamente 27 hectáreas estuvieron afectadas, con 67 casas destruidas, nueve víctimas fatales, 60 heridos y alrededor de 600 personas damnificadas. Además un kilómetro de la carretera fue destruida, estimando perdidas económicas totales en 140 millones de coronas suecas (22 millones de dólares). La causa del acontecimiento fueron las fuertes lluvias y una pendiente inestable.
Hoy en día el río Göta se le permite seguir su trayectoria original solo en ocasiones especiales. Su flujo es controlado para: el manejo del canal de esclusas de Trollhättan y las centrales hidroeléctricas, regular el nivel del agua del lago Vänern o como una atracción turística, por ejemplo durante las jornadas de los "Días de las cataratas" (tercer viernes de julio de cada año) llegando su descarga a 300 m³ / s. El mayor volumen de agua de las cataratas se utilizan en las centrales hidroeléctricas de Håjum y Olidan, pertenecientes a la empresa Vattenfall, en la ribera oriental del río.

### Cataratas
La caída total entre el lago Vänern y el mar es de 44 metros, siendo las Cataratas de Trollhättan la mayor caída con 32 metros (72% del total). La caída se inicia en el Puente de Malgö (58°17′1″N 12°16′52″E / 58.28361, 12.28111) en el centro de Trollhättan. El mejor lugar para contemplar las cataratas es desde el Puente de Oskar (58°16′49″N 12°16′38″E / 58.28028, 12.27722). En las noches existe iluminación especial para resaltar su belleza.
Las cataratas son la mayor dificultad que se tuvo que afrontar para hacer el río Göta navegable. Para ello se construyó un canal hecho por el hombre que inicia desde las esclusas Trollhättan sluss y atraviesan la ciudad hasta el sector de Stallbacka.

## Usos y servicios
Uno de los principales usos del río es la fuente de agua para beber para cerca de 700.000 personas, que obtienen su agua en su totalidad o en parte del río Göta. El río también es utilizado por la industria de refrigeración, como el receptor de las aguas residuales y generación de energía.

### Pesca
El río es uno de los más ricos a nivel de pesca en Suecia. A pesar de que la diversidad de especies es grande, de 59 especies peces de agua dulce en Suecia (de acuerdo con el Museo de Historia Natural), solo 35 especies se encuentran en el río Göta. Entre las especies más importantes se identifican: Leuciscus idus, Abramis brama, Salmo trutta, Esox lucius, Perca fluviatilis, Anguilla anguilla, Cyprinidae, Rutilus rutilus, Vimba vimba, European chub, Leuciscus leuciscus, Hyperoartia, Blicca bjoerkna, Carassius carassius y Elritsa. Además en su cauce se pueden encontrar seis especies en peligro de extinción de la Lista Roja de la UICN: Ballerus ballerus, Aspius aspius, Salmonidae, Hornsimpa, Hyperoartia y Öring y dos especies clasificadas como desaparecidas: Thymallus thymallus y Acipenser sturio.

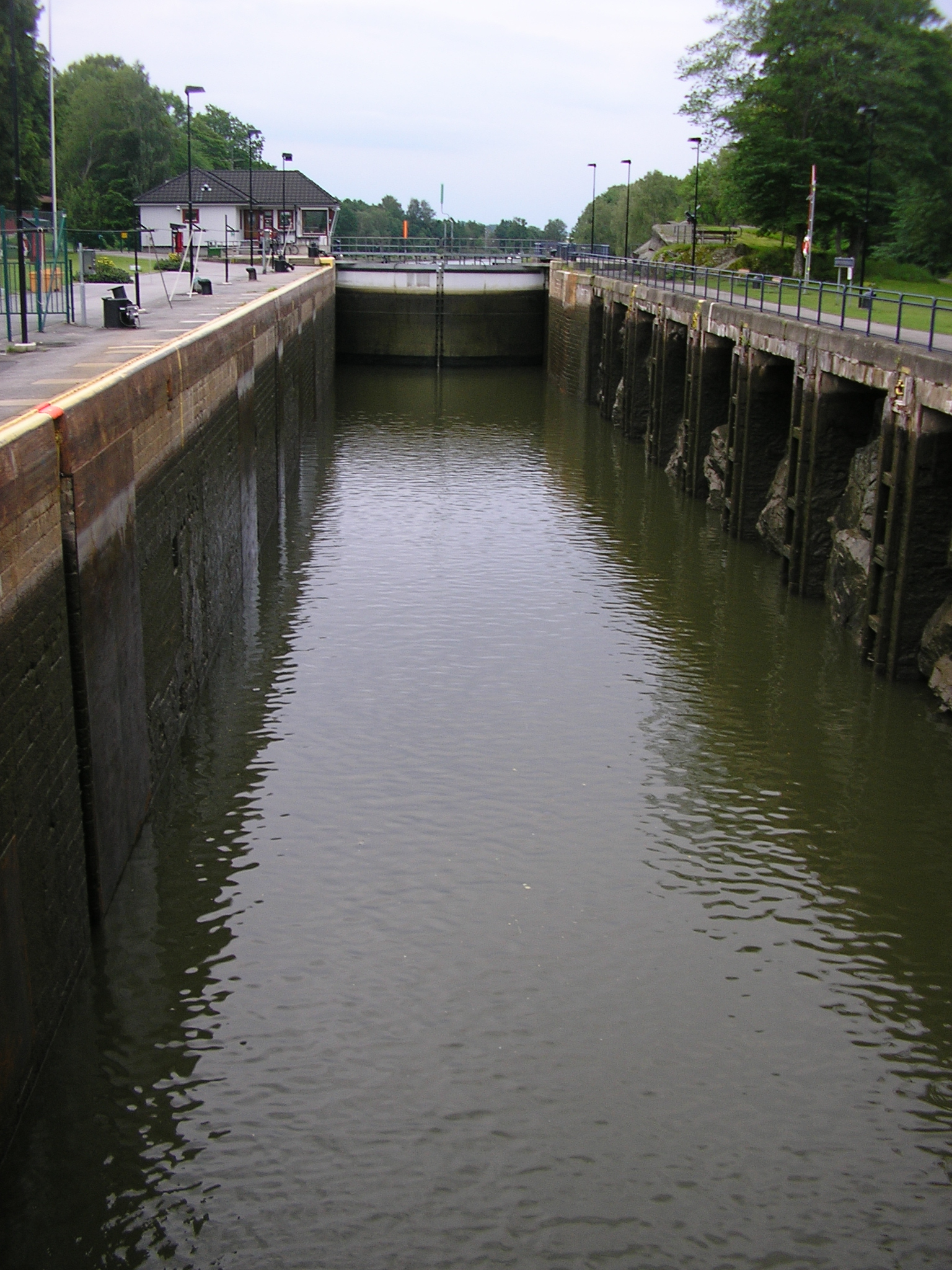
Sistema de esclusas Brinkebergskulle.

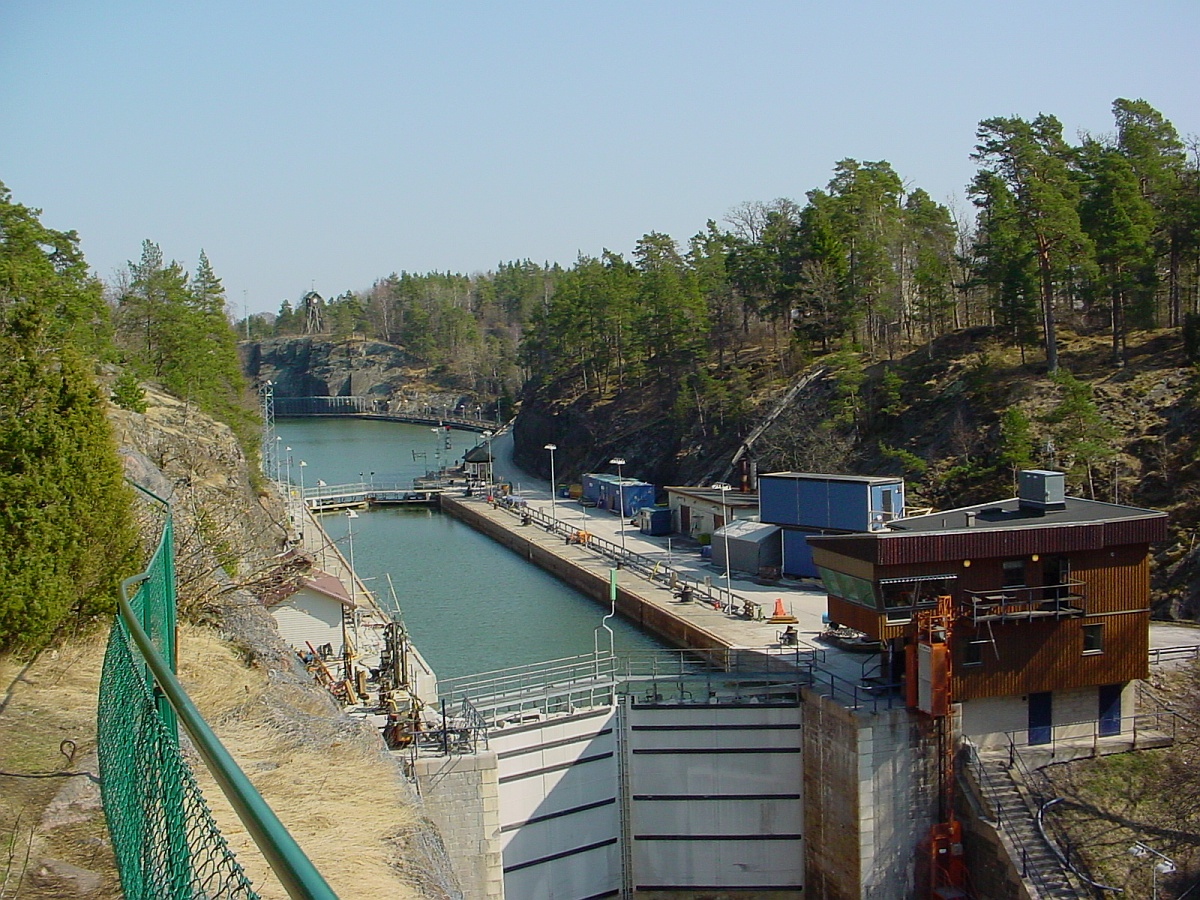
Sistema de esclusas Trollhättan sluss, construidas en 1916.

### Canal
Desde 1907 se inició una adecuación al río Göta para permitir hacerlo navegable. De esta manera, en la actualidad, existe un canal de navegación, que atraviesa la región de Götaland uniendo el lago Vänern con el estrecho de Kattegat dando salida al Mar del Norte. Este canal, de 82 km de longitud de aguas controladas de los cuales 10 km son de canales artificiales, forma parte del llamado Canal Göta, columna vertebral de un curso de agua, que se extiende por 614 km, que une una serie de lagos y ríos para proporcionar una ruta de Gotemburgo en la costa oeste, hasta Söderköping en la costa este en el Mar Báltico. El canal no solo tiene un alto valor recreativo, sino una importante función económica en Suecia.
Los buques clasificados como Vänermax SE son las embarcaciones con las dimensiones máximas capaces de atravesar el canal. Las dimensiones máximas de un barco de este tipo son:
- Longitud: 88,00 metros
- Ancho: 13,20 metros
- Altura de mástil: 27 metros
- Profundidad: 5,40 metros

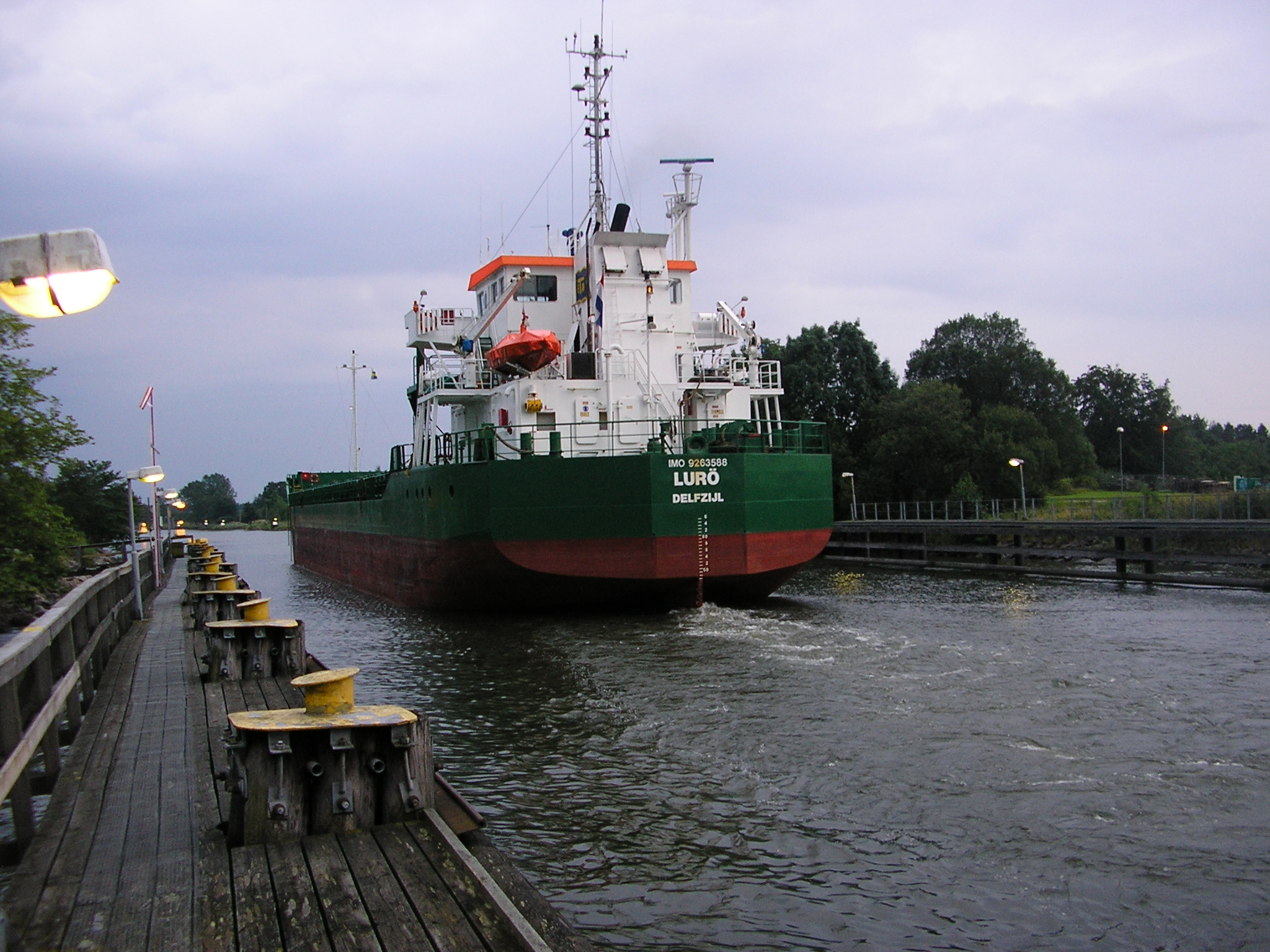
Canal artificial de navegación Karls grav, cerca de la esclusa Brinkebergskulle.

Hoy en día, 20.000 barcos pasan anualmente a través del canal y 3,5 millones de toneladas de mercancías se transportan en él. Su infraestructura cuenta con seis esclusas y supera un desnivel de 44 m a lo largo de sus tres sistemas activos en la actualidad:
| Nombre            | Ubicación                                  | Número de esclusas | Elevación |
| Lilla Edets sluss | 58°8′15″N 12°7′8″E / 58.13750, 12.11889    | 1 esclusa          | 6 metros  |
| Trollhättan sluss | 58°15′54″N 12°15′17″E / 58.26500, 12.25472 | 4 esclusas         | 32 metros |
| Brinkebergskulle  | 58°20′26″N 12°21′5″E / 58.34056, 12.35139  | 1 esclusa          | 6 metros  |
| Total             | Total                                      | 6 esclusas         | 44 metros |

## Edificios y estructuras

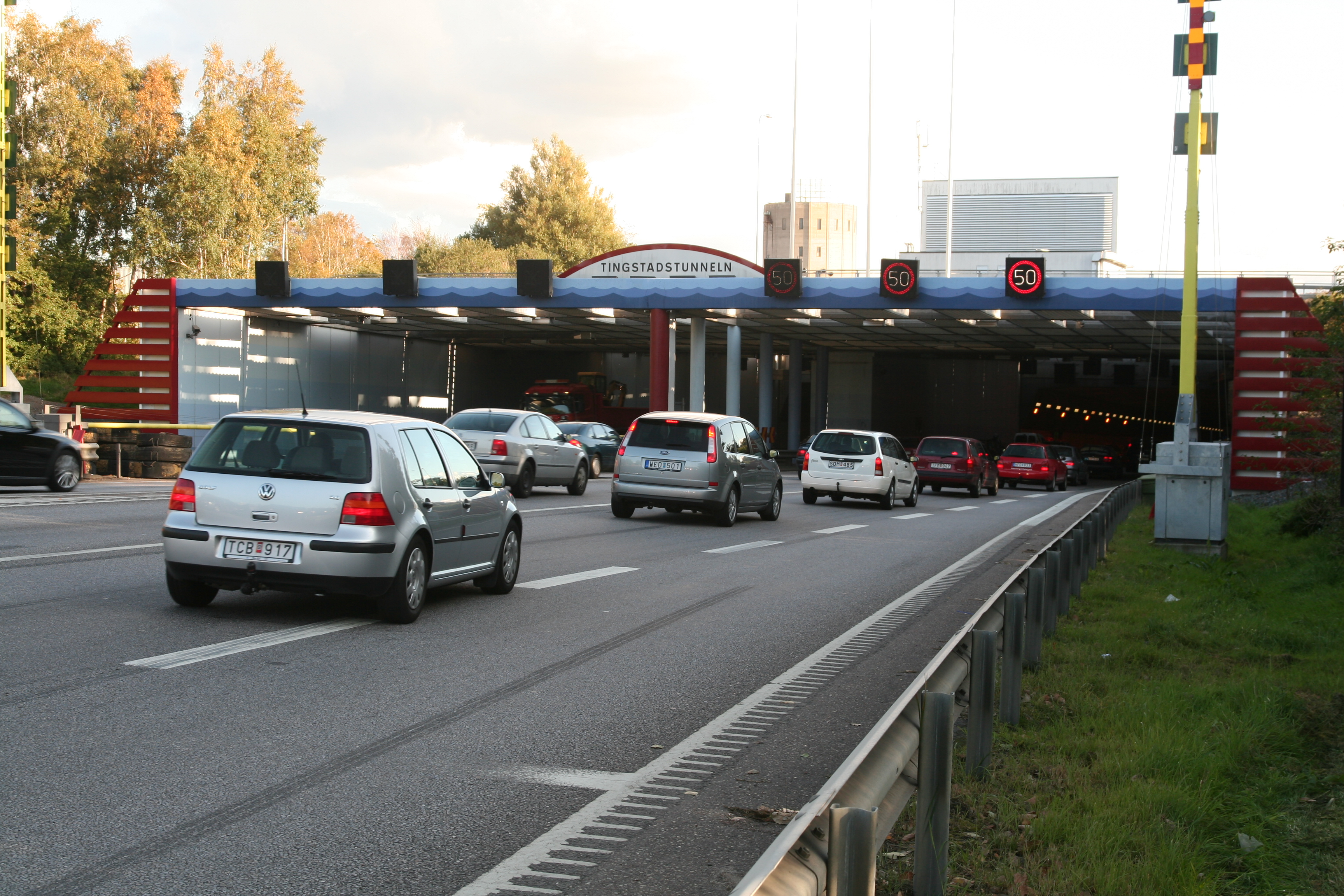
Tingstadstunneln, túnel por debajo del río Göta en Gotemburgo.

Entre las principales infraestructuras a lo largo del cauce del río se identifican:

### Túneles
Para la fecha, solo existe un túnel por debajo del río Göta (a 13.4 pies por debajo del nivel medio del mar). Se le conoce como túnel Tingstadstunneln (57°43′20″N 11°59′13″E / 57.72222, 11.98694) y fue construido en 1961. Para su perforado se utilizó una técnica que consiste en abrir una zanja y luego bajar el terminado de las secciones del túnel. Este fue inaugurado siete años más tarde el 29 de marzo de 1968.

### Puentes

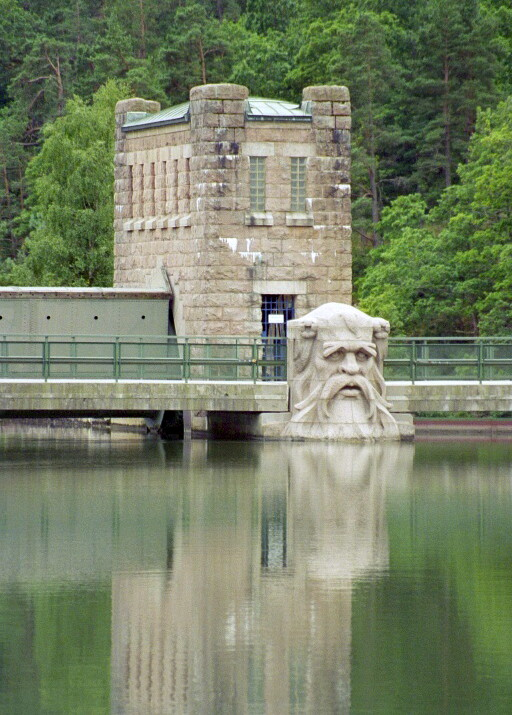
Puente Strömkarlsbron, construido por Erik Josephson y escultura de Carl Eldh.

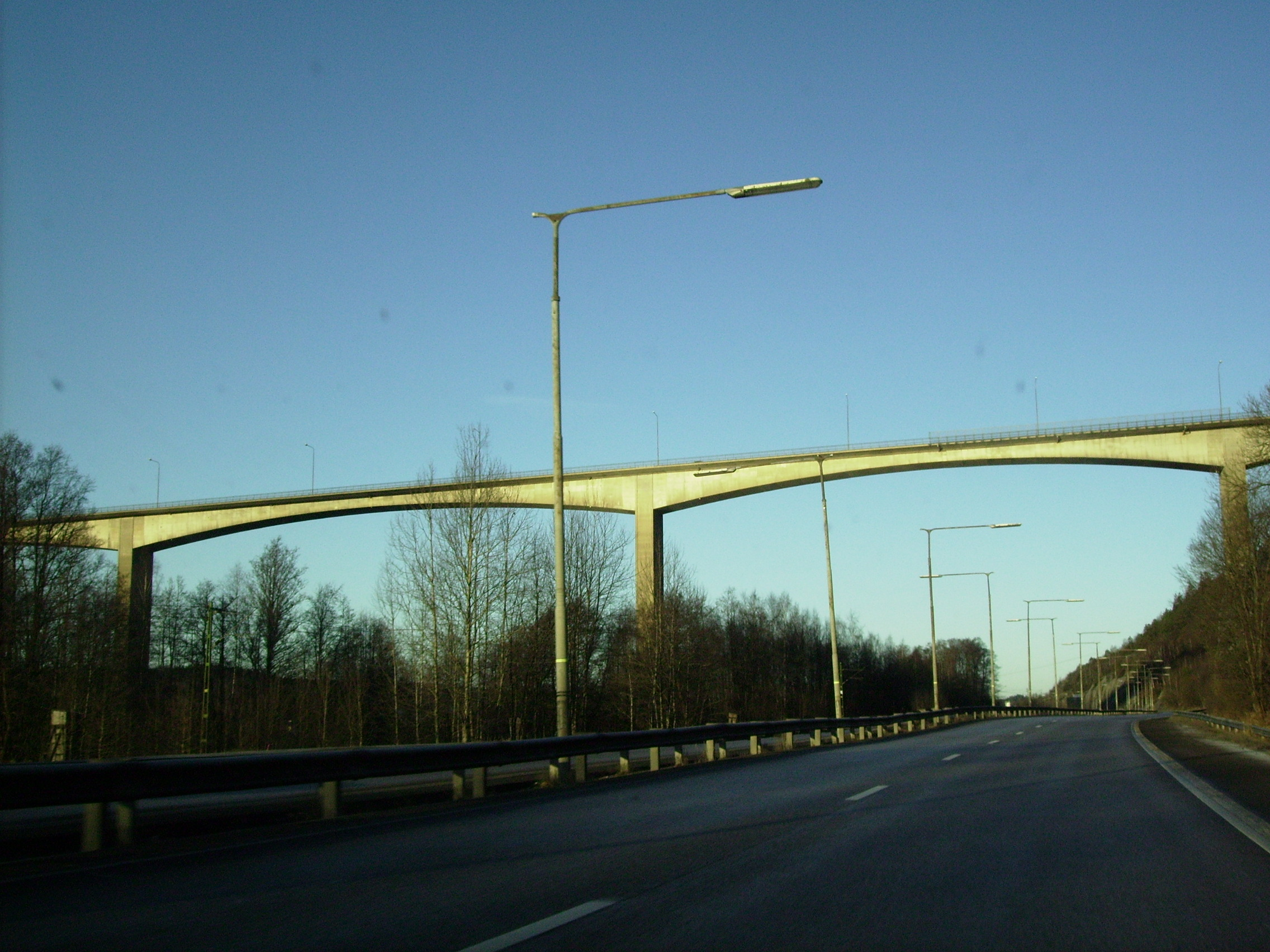
Vista del Puente Angeredsbron.

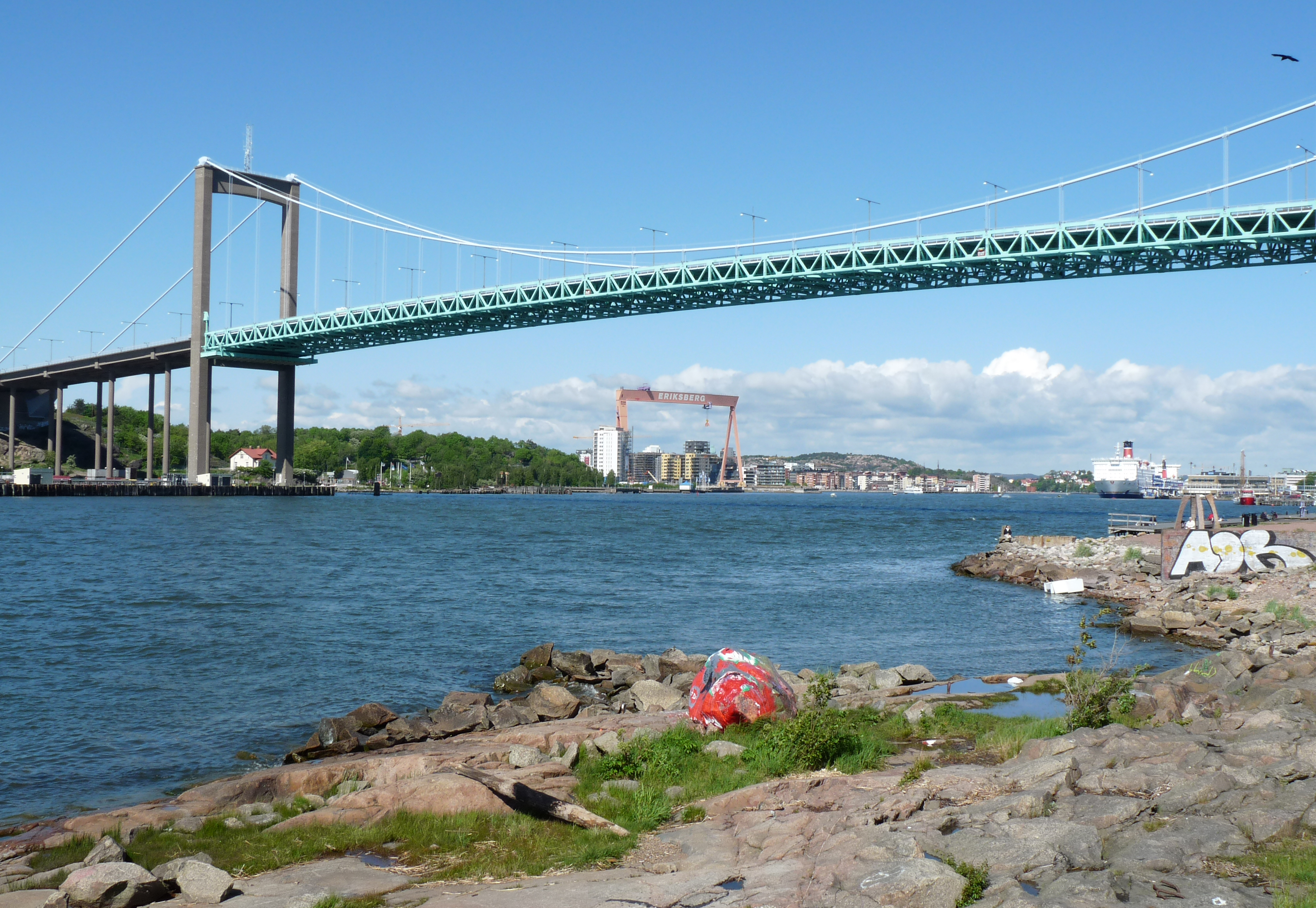
Puente Älvsborgsbron, primer puente sobre la entrada del puerto de Gotemburgo.

Entre los principales puentes que cruzan el río Göta se identifican, (lista a continuación se organizan aguas abajo)
- El Puente Stålbron, (en sueco, Stålbron) (58°21′53″N 12°22′19″E / 58.36472, 12.37194). Puente ferroviario, construido originalmente para el Ferrocarril Uddevalla-Vänersborg-Herrick (UWHJ) en 1867.
- El Puente Landsvägsbro, (en sueco, Landsvägsbro) (58°21′51″N 12°22′22″E / 58.36417, 12.37278). Une las poblaciones entre Vänersborg y Vargön formando parte de la carretera del Este (County Road 2050).
- El Puente Stallbacka, (en sueco, Stallbackabron) (58°18′40″N 12°18′54″E / 58.31111, 12.31500). Con sus 1392 metros, es uno de los más largos y altos de Suecia fue inaugurado en 1981 cerca de la población de Trollhättan.

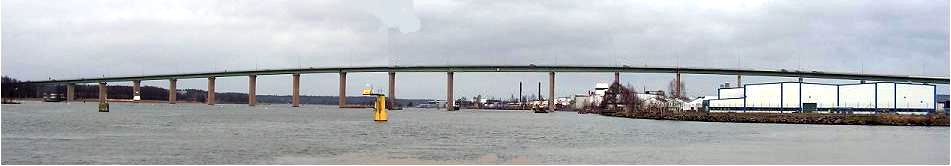
Puente Stallbacka.

- El Puente Lyftbron, (en sueco, Lyftbron) (58°17′31″N 12°17′29″E / 58.29194, 12.29139). Es un puente ferroviario en Trollhättan. Una sección de él es fija y la otra es levadiza. Para 1877, esta última sección era giratorio pero en 1913 fue sustituido por una base permanente.
- El Puente Mossbergsbron. Entre Mossberget y Hjulkvarnsholmen.
- El Puente Lilla Spiköbron. Entre Prästskedesholmen y Spiköbron.
- El Puente Spiköbron, (58°17′11″N 12°16′56″E / 58.28639, 12.28222). Entre Spikön y la orilla oeste del río. Fue construido en 1941.
- El Puente de Malgö, (en sueco, Malgöbron) (58°17′2″N 12°16′57″E / 58.28389, 12.28250). Inicio de la caída de las Cataratas de Trollhättan, une a Spikön y Malgön. Construido en 1990.
- El Puente Strömkarlsbron, (en sueco, Strömkarlsbron) (58°17′3″N 12°16′49″E / 58.28417, 12.28028). Construido en 1908, Ha sido diseñado por el arquitecto Erik Josephson y lleva el nombre de la escultura, Nixe, del artístia Carl Eldh.
- El Puente Betongbro. Construido en 1915 y pasa sobre el canal de la Central hidroeléctrica Olidan uniendo los sectores de Spikön y Malgön.
- El Puente Kyrkbron (58°16′47″N 12°16′46″E / 58.27972, 12.27944). Uniendo la Central hidroeléctrica Olidan con la Central hidroeléctrica Håjum.
- El Puente de Oskar, (en sueco, Oskarsbro) (58°16′49″N 12°16′38″E / 58.28028, 12.27722). Construido en 1969, es un lugar recomendado para contemplar las Cataratas de Trollhättan. Antes de 1969, se elevaba en el lugar el Puente del Rey Oscar.
- El Puente Betongbron. Constituye la sala de reparación de conducto de entrada a la Central hidroeléctrica Olidan.
- El Puente Lilla Edetbron. Fue originalmente un puente basculante construido en 1926, el cual posteriormente (entre 1978 y 1980) fue desmantelado para sustituirlo por el actual
- El Puente Bron. Une a Tjurholmen y Romelanda församling
- El Puente Jordfallsbron, (en sueco, Jordfallsbron) (57°51′20″N 12°0′30″E / 57.85556, 12.00833). Puente basculante construido en 1965.
- El Puente Angeredsbron, (en sueco, Angeredsbron) (57°47′59″N 12°0′49″E / 57.79972, 12.01361). El puente se extiende entre Kärra y Gårdsten
- El Puente Orrekullabro. El puento original fue construido aproximadamente entre 1680 - 1786, posteriormente fue trasladado y reemplazado.
- El Puente Marieholmsbron, (en sueco, Marieholmsbron) (57°43′45″N 11°59′37″E / 57.72917, 11.99361). Puente construido en 1907.
- El Puente Hisingsbron, (en sueco, Hisingsbron). Es un puente colgante entre Hisingen y Gotemburgo en el centro de la ciudad.
- El Puente Gota älvbron, (en sueco, Göta älvbron) (57°42′52″N 11°58′1″E / 57.71444, 11.96694). Es un puente levadizo de seis carriles para el tráfico de automóviles.[17]
- El Puente Älvsborgsbron, (en sueco, Älvsborgsbron) (57°41′29″N 11°54′5″E / 57.69139, 11.90139). Es el primer puente sobre la entrada del puerto de Gotemburgo.

## Localidades

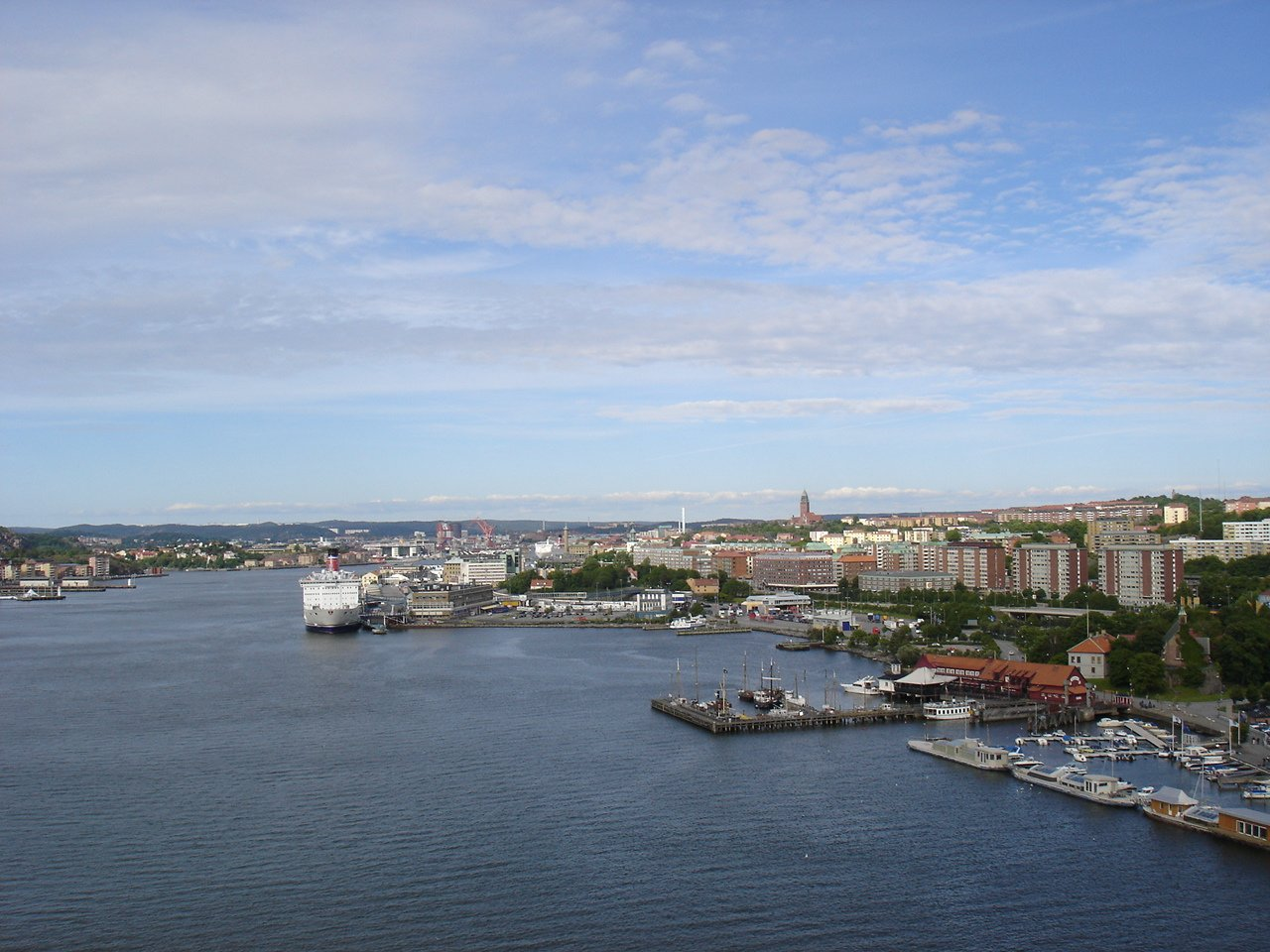
Vista del río Göta y Gotemburgo desde el puente Älvsborgsbron, a un kilómetro del mar.

Entre las principales localidades suecas que se ubican a las orillas del río Göta se identifican:

### Gotemburgo
Gotemburgo (500.085 habitantes en 2008), segunda ciudad en importancia de Suecia, es la última ciudad antes de la desembocadura del río al mar en el estrecho de Kattegat. La población construyó una fortificación llamada Älvsborg a mediados del siglo XIV en la desembocadura del río para reforzar la presencia de Suecia en el área. La isla que forma el río Göta y la rama norte del río llamada Nordre Alv es parte de la ciudad y se le conoce como Hisingen.

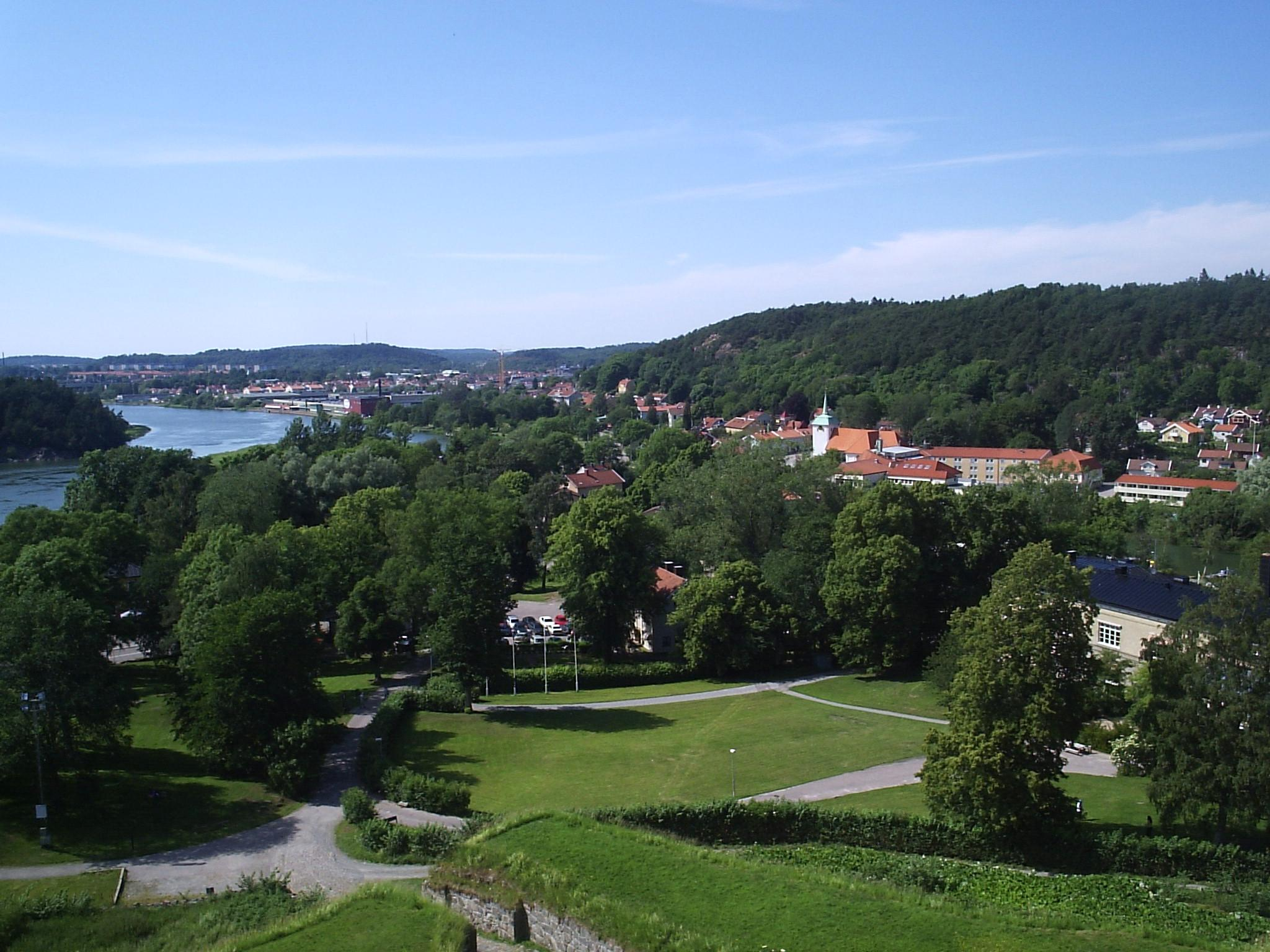
La ciudad de Kungälv, a orillas del río Göta.

### Kungälv
Kungälv (21.139 habitantes en 2005) está situada a 20 kilómetros al norte de Gotemburgo, donde el río Göta se ramifica en una rama norte conocida como Nordre Alv y la continuación del río en su rama principal del sur. La ciudad estaba situada originalmente 3 km más lejos al oeste en la rama Norte y aquel entonces se llamaba Kongahälla. Fue destruida en varias ocasiones, por ejemplo en 1368 fue incendiada por la liga Hanseática. En 1645 se trasladó la ciudad a Bagaholmen (actual ubicación) para obtener la protección en virtud de la Fortaleza de Bohus.

### Lilla Edet
Lilla Edet (4.936 habitantes en 2005), situado a 22 km al sur de Trollhättan y 54 km al norte de Gotemburgo, es conocida coloquialmente como Edet se ubica en el lado oriental del río Göta. El nombre del pueblo proviene del sustantivo del pasaje en el que los barcos deben ser transportados o arrastrados a través de las esclusas.

### Trollhättan

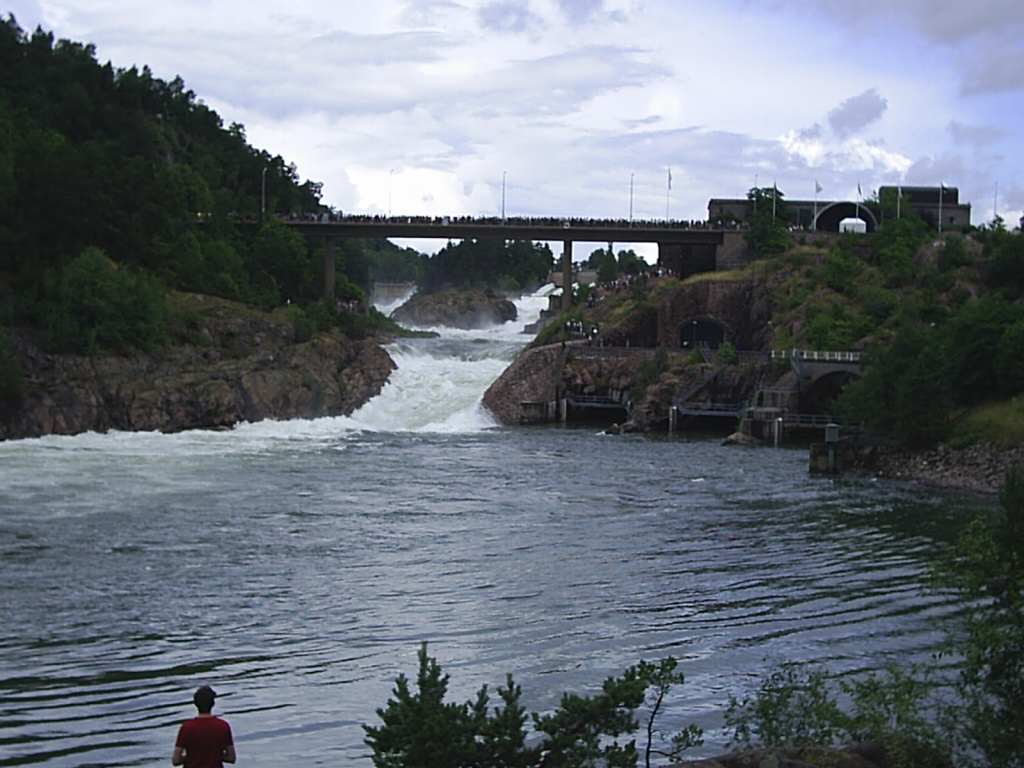
Vista del río Göta, del puente de Oskar y las Cataratas de Trollhättan al fondo.

En Trollhättan (44.498 habitantes en 2005) hay una presa, con un canal de esclusas y dos estaciones de energía hidroeléctrica. Las esclusas hacen navegable el río, incluso para los grandes buques de carga (88 m de largo). Las partes artificiales reciben el nombre de canal Trollhätte. El río y el canal son parte de una vía navegable mayor, el canal Göta (190 km), que llega hasta Estocolmo. 
La central suministra energía eléctrica a la gran industria siderúrgica localizada en las cercanías de Trollhättan, contribuyendo a su desarrollo industrial. En los meses de verano el aliviadero de la presa se abre unos pocos minutos diarios y los turistas se reúnen para ver el agua que corre por las Cataratas de Trollhättan (58°16′49″N 12°16′38″E / 58.28028, 12.27722) .

### Vänersborg
Vänersborg (21.607 habitantes en 2008), ubicada aguas arriba del río Göta, se identifica por la industria del transporte marítimo ya que se localiza entre el lago más grande de Suecia, Vänern, y la ciudad portuaria al sur, Gotemburgo, conectados a través del río.